# Palazzo Liberatoscioli
Palazzo Liberatoscioli è un edificio storico situato a Guardiagrele, in provincia di Chieti, che si affaccia lungo via Modesto Della Porta. 
Costruito intorno agli anni Venti del Novecento in stile liberty, è costituito da un blocco a parallelepipedo su base poligonale che si articola in tre livelli e cinque campate nella facciata principale. Il portale principale è rivestito in pietra a bugnato ed è in asse sia con una finestra a cimasa curvilinea al primo piano, che con una finestra circolare suddivisa in tre parti al piano secondo. Le alte finestre presentano modanature con cimasa, alcune aperture in cui non vi sono decorazioni, e balconcini con balaustre in ferro battuto recanti motivi floreali. 
Nella campata centrale a livello del cornicione è presente un bassorilievo che raffigura un'aquila con ali spiegate su un ramo, in procinto di prendere il volo. Sul portone d'ingresso vi è uno stemma ovale con piccole volute, recante all'interno una spada sulla quale si intreccia la lettera P.